# Harry Lundahl
Harry Lundahl (ur. 16 października 1905 w Helsingborgu, zm. 30 listopada 1987) – szwedzki piłkarz, grający na pozycji pomocnika.

## Kariera klubowa
Podczas kariery piłkarskiej Harry Lundahl występował w Helsingborgs IF i IFK Eskilstuna. Z Helsingborgiem dwukrotnie zdobył mistrzostwo Szwecji w 1929 i 1930. W tych samych latach był królem strzelców ligi szwedzkiej.

## Kariera reprezentacyjna
W reprezentacji Szwecji Lundahl zadebiutował 7 czerwca 1928 wygranym 6-1 meczu Pucharu Nordyckiego z Norwegią. Był to niewykle udany debiut, gdyż Lundhal 22 i 57 min. zdobył bramki dla Szwecji. Ostatni raz w reprezentacji wystąpił 24 września 1933 w wygranym 1-0 meczu Pucharu Nordyckiego z Norwegią. W latach 1928–1933 rozegrał w reprezentacji 14 spotkań, w których zdobył 13 bramek. W 1934 József Nagy, ówczesny selekcjoner reprezentacji Szwecji powołał Lundahla na mistrzostwa świata. Na turnieju we Włoszech był rezerwowym i nie wystąpił w żadnym meczu.
| Mecze i gole w reprezentacji | Mecze i gole w reprezentacji | Mecze i gole w reprezentacji | Mecze i gole w reprezentacji | Mecze i gole w reprezentacji | Mecze i gole w reprezentacji | Mecze i gole w reprezentacji |
| #                            | Data                         | Miasto                       | Przeciwnik                   | Gol                          | Wynik                        |                              |
| ---------------------------- | ---------------------------- | ---------------------------- | ---------------------------- | ---------------------------- | ---------------------------- | ---------------------------- |
| 1.                           | 07.06.1928                   | Sztokholm                    | Norwegia                     | Gol · Gol                    | 6:1                          | Puchar Nordycki              |
| 2.                           | 29.07.1928                   | Sztokholm                    | Austria                      | Gol · Gol                    | 2:3                          | towarzyski                   |
| 3.                           | 30.09.1928                   | Sztokholm                    | Niemcy                       | Gol                          | 2:0                          | towarzyski                   |
| 4.                           | 07.10.1928                   | Kopenhaga                    | Dania                        |                              | 1:3                          | Puchar Nordycki              |
| 5.                           | 14.06.1929                   | Solna                        | Finlandia                    | Gol · Gol                    | 3:1                          | Puchar Nordycki              |
| 6.                           | 07.07.1929                   | Landskrona                   | Estonia                      | Gol · Gol                    | 4:1                          | towarzyski                   |
| 7.                           | 29.09.1929                   | Oslo                         | Norwegia                     |                              | 1:2                          | Puchar Nordycki              |
| 8.                           | 06.07.1930                   | Sztokholm                    | Norwegia                     | Gol · Gol · Gol              | 6:3                          | Puchar Nordycki              |
| 9.                           | 28.09.1930                   | Liège                        | Belgia                       |                              | 2:2                          | towarzyski                   |
| 10.                          | 08.11.1931                   | Budapeszt                    | Węgry                        |                              | 1:2                          | towarzyski                   |
| 11.                          | 19.06.1932                   | Kopenhaga                    | Dania                        |                              | 3:1                          | Puchar Nordycki              |
| 12.                          | 25.09.1932                   | Norymberga                   | Niemcy                       | Gol                          | 3:4                          | towarzyski                   |
| 13.                          | 06.11.1932                   | Bazylea                      | Szwajcaria                   |                              | 1:2                          | towarzyski                   |
| 14.                          | 24.09.1933                   | Oslo                         | Norwegia                     |                              | 1:0                          | Puchar Nordycki              |

## Kariera trenerska
Jeszcze w trakcie kariery piłkarskiej Lundahl został trenerem. W latach 1935–1937 prowadził Malmö BI, a 1937-1941 Malmö FF. W latach 1940–1941 był członkiem sztabu trenerskiego reprezentacji Szwecji.